# Michael Longley

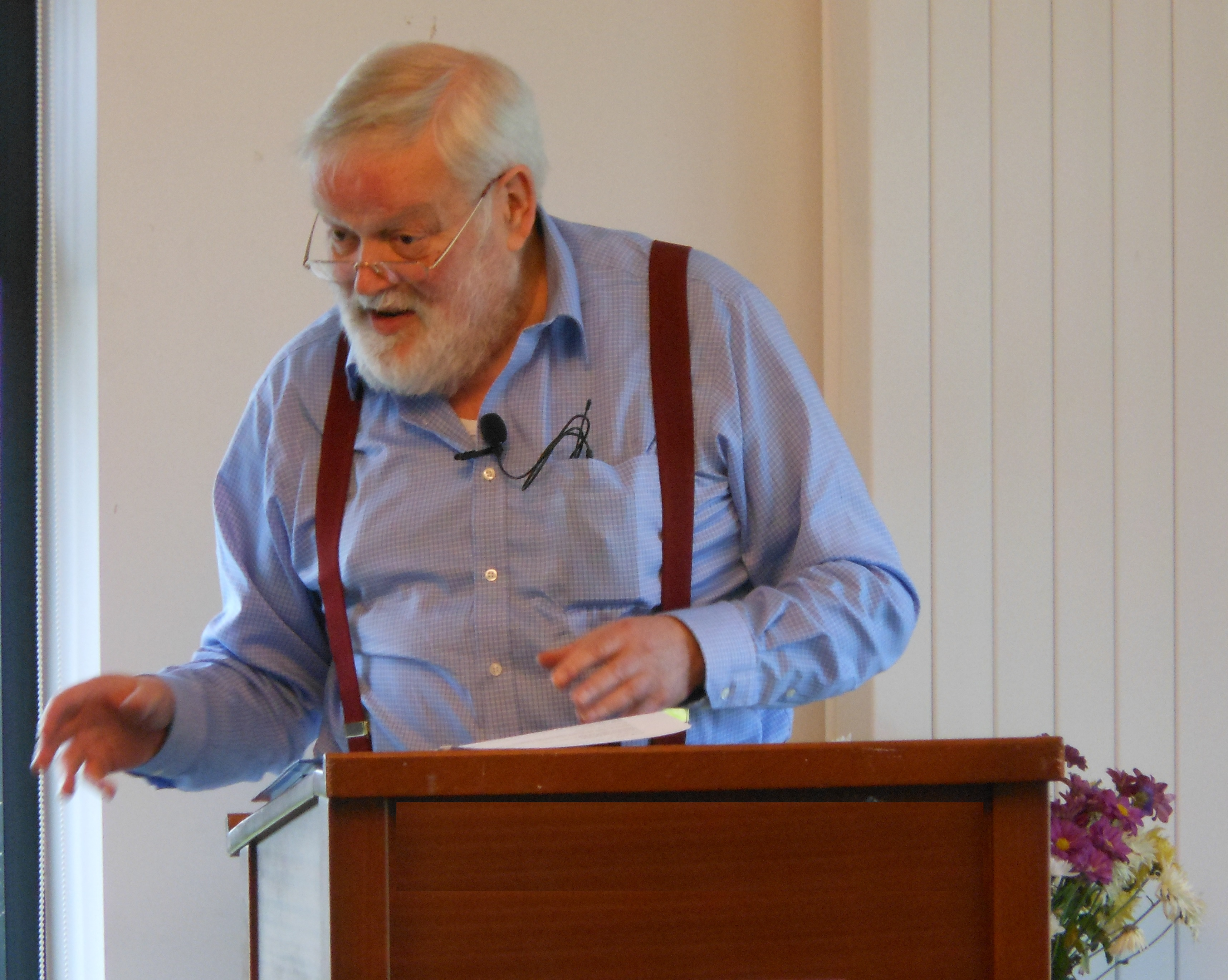
Michael Longley im Corrymeela Peace Center (2012)

Michael Longley, CBE (* 27. Juli 1939 in Belfast, Nordirland; † 22. Januar 2025 ebenda) war ein britischer Dichter.

## Leben und Schaffen
Michael Longleys Eltern stammten aus London und siedelten 1927 nach Belfast über. Er hatte einen Zwillingsbruder, Peter, und eine Schwester, Wendy.
Im Jahr 1958 nahm er am Trinity College in Dublin ein Studium der Klassischen Philologie auf, anschließend arbeitete er als Lehrer in Dublin, London und Belfast. In Belfast kam er 1964 in Kontakt mit The Belfast Group, einem informellen Dichterkreis, in dem damals auch Seamus Heaney und Derek Mahon verkehrten. 1969 veröffentlichte er seinen ersten Gedichtband. Er schrieb außerdem für den Hörfunk der BBC, die Literaturzeitschrift Encounter und das Satiremagazin The Phoenix.
Seine Lyrik zeigt Einflüsse klassischer Metrik und klassischer Mythologie, hat jedoch zeitgeschichtlichen oder Gegenwartsbezug. Bevorzugte Themen sind Natur und der Nordirlandkonflikt. Er erhielt u. a. 1991 den Whitbread Poetry Award, 2000 den Hawthornden-Preis und 2001 den T. S. Eliot Prize sowie die Queen’s Gold Medal for Poetry. 2015 wurde The Stairwell (2014) mit dem Griffin Poetry Prize ausgezeichnet. 2017 erhielt Longley den PEN Pinter Prize und 2022 wurde ihm der mit 250.000 € dotierte Feltrinelli International Prize for Poetry zuerkannt.
Longley arbeitete von 1970 bis 1991 für den Arts Council of Northern Ireland, war Fellow der Royal Society of Literature und Mitglied von Aosdána. Er war verheiratet und hatte drei Kinder.
Ab 2009 war er Mitglied der American Academy of Arts and Sciences.

## Werke (Auswahl)
- 1969: No Continuing City
- 1973: An Exploded View
- 1976: Man Lying on a Wall
- 1979: The Echo Gate
- 1991: Gorse Fires
- 1995: The Ghost Orchid
- 1998: Broken Dishes
- 2000: The Weather in Japan
- 2004: Snow Water
- 2006: Collected Poems
- 2009: Gorse Fires
- 2011: A Hundred Doors
- Gefrorener Regen. Zweisprachige Ausgabe. Gedichtauswahl und Übersetzung Hans-Christian Oeser und Jürgen Schneider. Edition Lyrik Kabinett bei Hanser, München 2017, ISBN 978-3-446-25450-3